# パンセ
『パンセ』（仏: Pensées）は、晩年のブレーズ・パスカルが自らの書籍の出版に向けて、その準備段階で、思いついた事を書き留めた数多くの断片的な記述を、彼の死後に遺族などが編纂し刊行した遺著である。「パンセ（pensée）」はフランス語の動詞 penser（考える）の過去分詞 pensé から生じた名詞で「考えられたこと」、「考え」、「思考」、「思想」の意味である。

## 出版と特徴
『パンセ』初版の正式題名の和訳は、『宗教および他のいくつかの問題に関するパスカル氏の諸考察 — 氏の死後にその書類中より発見されたるもの』。初版であるポール・ロワイヤル版は1669年に印刷され、1670年に発刊された。編者により収録される断片に異同があるため数種の『パンセ』が存在し、断章番号はそれぞれで異なる。ブランシュヴィク版、パリ国立図書館蔵の自筆原稿集、第一写本、第二写本、ポール・ロワイヤル版、ラフュマ版などの各版があり、現在でも新たな編集の試みが続けられている。日本では、これまでに『瞑想録』『パスカル随想録』などの和訳題名により紹介された。
『パンセ』全体は様々なジャンルに属する、と人々から見なされてきた。哲学・神学、傑出した知性による思索の書、人生論、モラリスト文学、宗教書、等々。もともとパスカルの意図としては、護教書執筆の構想があり、それの材料となる断片を書きためていたらしいということが諸研究により次第に明らかになってきた。もっとも、それを踏まえたとしても『パンセ』はその思索・思想の奥深さと、つきつけてくるテーマの多様性と鋭さなどにより、やはり護教書に留まるものではないと見なされている。人間の欲望の構造、個人と共同体の問題、他者の存在によって想像的な自我が生ずること、認識と視点・言語との関係、テキスト解釈と暗号の問題、等々の重要で深遠なテーマが扱われており、特定の思想的・宗教的な立場を超えており、現代でもそのテーマの重要性は変わっていない。それゆえ現代でも世界中の人々によって読み継がれているのである。

## 箴言
『パンセ』は箴言を多数含んでいることでも知られている。例えば「人間は考える葦である」という有名な言葉も『パンセ』の中にパスカルが残した言葉である。より正確には、「人間は自然のうちで最もよわい一本の葦にすぎない。しかし、それは考へる葦である。（津田穣訳）」である。「葦のように人間はひ弱なものであるが、思考を行う点で他の動物とは異なっている」という事を示す言葉と言われている。
また、「クレオパトラの鼻。それがもっと低かったなら、大地の全表面は変わっていただろう」、1990年にベストセラーになった『7つの習慣』でも引用されている「心情は、理性の知らない、それ自身の理性を持っている」も有名である。

## 評価
田辺元は『懺悔道としての哲学』（1946年）において、『パンセ』で展開された思想は「高邁なる賢者の道」であって「愚者凡夫の道」ではないと述べつつも、「信仰の超理性的性格を明瞭にし、人間理性の限界に於ける慈悲恩寵の転換が、始めて人間を神の信仰に導くものなることを闡明にした点に於て、パスカルの如き深刻犀利なるものはない。」と評している。

## 主な訳書一覧
- 『パスカル冥想録 パンセ』由木康訳、白水社、1938年9月。度々新装再刊
  - 『パンセ』由木康訳、白水社〈イデー選書〉、1990年11月。ISBN 978-4-560-01886-6。
- 『瞑想録』岳野慶作訳、中央出版社（現・サンパウロ）〈佛蘭西カトリック思想家選 1〉、1948年。
- 『パンセ』松浪信三郎訳、筑摩書房〈世界文学大系13「デカルト・パスカル」〉、1958年10月。ブランシュヴィク版による。
  - 『パンセ』松浪信三郎訳、人文書院〈パスカル全集 第3巻〉、1959年。新版1976年
  - 『パンセ』松浪信三郎訳、河出書房新社〈世界の大思想8「パスカル」〉、1965年。
  - 『パンセ』松浪信三郎訳、河出書房新社〈新装版 世界の大思想22「パスカル」〉、1974年。
  - 『定本パンセ（上）』松浪信三郎訳、講談社〈講談社文庫〉、1971年。
  - 『定本パンセ（下）』松浪信三郎訳、講談社〈講談社文庫〉、1971年。
- 『パンセ』前田陽一・由木康訳、中央公論社〈世界の名著24 パスカル〉、1966年11月。ブランシュヴィク版による全訳、『小品集』も収録
  - 『パンセ』前田陽一・由木康訳、中央公論社〈中公バックス版 世界の名著29 パスカル〉、1978年7月。普及版
  - 『パンセ』前田陽一・由木康訳、中央公論社〈中公文庫〉、1973年12月。
  - 『パンセ』前田陽一・由木康訳、中央公論新社〈中公文庫 改版〉、2018年7月。ISBN 978-4-12-206621-2。新版エッセイ 小林秀雄
  - 『パンセ Ⅰ』前田陽一・由木康訳、中央公論新社〈中公クラシックス〉、2001年9月。ISBN 978-4-12-160014-1。新版解説 塩川徹也
  - 『パンセ Ⅱ』前田陽一・由木康訳、中央公論新社〈中公クラシックス〉、2001年10月。ISBN 978-4-12-160017-2。
- 『パンセ－ルイ・ラフュマ版による』田辺保訳、新教出版社、1966年2月。
  - 『完訳パンセ』田辺保訳、角川書店〈角川文庫〉、1968年6月。新版1984年 - 上記をブランシュヴィク版の配列に変更。
  - 『パンセ 1』田辺保訳、教文館〈パスカル著作集 第6巻〉、1981年10月。ISBN 4-7642-2126-8。
  - 『パンセ 2』田辺保訳、教文館〈パスカル著作集 第7巻〉、1982年9月。ISBN 4-7642-2127-6。 - ラフュマ版による全訳。
  - 『パンセ』田辺保訳、教文館〈キリスト教古典叢書〉、2013年7月。ISBN 978-4-7642-1806-2。 - 上記著作集版を合本、全体を改訳し田辺訳の最終決定版。
- 『パンセ』 塩川徹也訳・解説、岩波文庫（全3巻）、2015年8月-2016年7月。詳細な訳・注解

## 関連書籍
- Jean・Mesnard Les Pensées de Pascal, 1993.
  - 研究の訳書に、ジャン・メナール『パスカル』（安井源治訳、みすず書房、1971年、新版1992年）と、『パスカル　作家と人間叢書』（福居純訳、ヨルダン社、1974年）
  - メナール版『パスカル全集』（白水社）は、『パンセ』を含む原本が未刊行につき、訳注書は1・2巻のみ刊。
- 塩川徹也 『パスカル「パンセ」を読む』、岩波書店〈セミナーブックス〉、2001年、新版2014年。ISBN 4000287850、メナール版全集の訳者のメンバー
- 田辺元『懺悔道としての哲学』、『全集 第9巻』、pp1-269、筑摩書房、初刊1946年、全集1963年
- 山上浩嗣『パスカル『パンセ』を楽しむ　名句案内40章』（講談社学術文庫、2016年）